# Fangshan (köping i Kina, Henan)
Fangshan (kinesiska: 方山, 方山镇) är en köping i Kina. Den ligger i provinsen Henan, i den centrala delen av landet, omkring 69 kilometer sydväst om provinshuvudstaden Zhengzhou. Antalet invånare är 38 442. Befolkningen består av 18 124 kvinnor och 20 318 män. Barn under 15 år utgör 19,0 %, vuxna 15-64 år 70 %, och äldre över 65 år 9,0 %.
Genomsnittlig årsnederbörd är 665 millimeter. Den regnigaste månaden är september, med i genomsnitt 131 mm nederbörd, och den torraste är december, med 4 mm nederbörd.